# Secteur postal 89098

Secteur postal 89098 est un court métrage français réalisé en 1959 par Philippe Durand. Le film fut immédiatement interdit par la censure.

## Synopsis
La difficile réadaptation à la vie civile d'un soldat rappelé pendant la guerre d'Algérie. Le film est inspiré par l'expérience de « rappelé » du réalisateur en 1956 lors de la guerre d'Algérie. Il y fut gravement blessé. Hospitalisé pendant un an, il perdra une jambe.

## Fiche technique
- Titre : Secteur postal 89098
- Réalisation : Philippe Durand
- Scénario : Philippe Durand
- Photographie : Georges Orset
- Montage : Chantal Durand et Françoise Probois
- Genre : Drame
- Durée : 27 minutes
- Date de sortie clandestine : 1961

- Le film a été interdit par la censure le 24 octobre 1961 pour « encouragement à l'indiscipline militaire »[2]:

J’ai l’honneur de vous faire connaître que la Commission de Contrôle des films cinématographiques, après avoir examiné cette production le 19 octobre 1961 en sous-commission et le 24 du même mois en séance plénière, a émis un avis défavorable à la projection de ce court métrage en France, aussi bien pour une exploitation commerciale que pour une exploitation non commerciale. La proposition de la Commission est motivée « en raison du caractère provocateur et intolérable de ce film qui s’affirme comme un encouragement à l’indiscipline militaire. (Christian de La Malène - Lettre à Philippe Durand du 30 octobre 1961).

## Distribution
- Claude Debord
- Nathalie Pasco
- Claude Hainaut
- Bernard Hladky

## Récompenses
- Prix des OROLEIS et Coupe des Dépêches au concours du cinéma amateur UFOLEIS de Beaune (1960)

## Cinémathèque
En 2010, Secteur postal 89098 est présenté à la Cinémathèque française dans le cadre de la carte blanche de Jean-Pierre Bastid sur le thème Anarchie et Cinéma.